# Tramwaje w Kadyksie
Tramwaje w Kadyksie − planowany system komunikacji tramwajowej w hiszpańskim mieście Kadyks.

## Projekt
W planach jest budowa linii tramwajowej o długości 24 km. Pierwsze 13,6 km z Chiclana de la Frontera od przystanku La Hoya do San Fernando przystanku La Ardila ma zostać wybudowane jako zwykły tramwaj natomiast kolejne 10,5 km ma przebiegać po linii kolejowej Kadyks − Sewilla na odcinku od San Fernando do Kadyksu, częściowo w tunelu na długości 2,5 km. Na trasie ma znaleźć się 17 przystanków. Szerokość toru na linii wyniesie 1668 mm. 

## Tabor
Do obsługi linii zamówiono tramwaje CAF. Tramwaje będą miały 37,7 m długości, 2,7 m szerokości i 3,8 m wysokości. Tramwaje będą posiadały podłogę na wysokości 38 cm w strefie niskiej podłogi i 76 cm w strefie wysokiej podłogi. 